# Tekućica
Tekućica (szerbül: Текућица), település Bosznia-Hercegovinában, a Szerb Köztársaság északi régiójában Doboj községben.

## Fekvése
A település Bosznia-Hercegovina északi részén, Dobojtól légvonalban 7, közúton 11 km-re délkeletre, az Ozren-hegység lejtőin, 148-320 méteres magasságban, a régen Tekućicának nevezett Velika rijeka partján található.

## Népessége
| Nemzetiségi csoport | Népesség 1991 | Népesség 2013 |
| ------------------- | ------------- | ------------- |
| Szerb               | 725           | 622           |
| Bosnyák             | 0             | 6             |
| Horvát              | 0             | 4             |
| Jugoszláv           | 8             | 0             |
| Egyéb               | 3             | 6             |
| Összesen            | 736           | 638           |

## Története
A település középkori előzményéről tanúskodott a késő középkori temető maradványa, mely a falun átfolyó patak feletti magaslaton volt. A település 1878-ig tartozott az Oszmán Birodalomhoz, ekkor a berlini kongresszus határozata alapján az Osztrák-Magyar Monarchia része lett. 1910-ben a Maglaji járáshoz tartozó településen 97 háztartást 508 ortodox és 12 muszlim lakost találtak. A monarchia szétesésével 1918-ban előbb a Szerb-Horvát-Szlovén Királyság, majd 1929-től a Jugoszláv Királyság része lett. 1921-ben a Maglaji járáshoz tartozó községnek 537 lakosa volt, melyből 525 ortodox, 11 muszlim és 1 római katolikus volt. Az 1929-es törvény értelmében, amikor Bosznia-Hercegovinát négy banovinára, Drinskára, Vrbaskára, Zetskára és Primorskára osztották, a település a Vrbaska banovina része lett, amelynek székhelye Banja Luka volt.
A második világháborúban Jugoszlávia megszállása után a Független Horvát Állam (NDH) része lett. A második világháború után 1992-ig a település a szocialista Jugoszlávia keretében a Bosznia-Hercegovinai Népköztársaság része volt. A boszniai háborút lezáró daytoni békeszerződés rendelkezése alapján az ország területét felosztották a Bosznia-hercegovinai Föderáció és a boszniai Szerb Köztársaság között.  A békeszerződés utáni területmegosztási megállapodás értelmében a Boszniai Szerb Köztársasághoz és Doboj községhez került.

## Nevezetességei
- Džinovsko Greblje – középkori temető maradványai a patak feletti dombon, ahol 8 középkori stećak volt található. A temető időközben megsemmisült.[5]

- Szent Petka tiszteletére szentelt ortodox temploma.